# العلاقات الوسط إفريقية الليختنشتانية
العلاقات الوسط أفريقية الليختنشتانية هي العلاقات الثنائية التي تجمع بين جمهورية أفريقيا الوسطى وليختنشتاين.

## مقارنة بين البلدين
هذه مقارنة عامة ومرجعية للدولتين:
| وجه المقارنة                                              | جمهورية أفريقيا الوسطى      | ليختنشتاين                                 |
| --------------------------------------------------------- | --------------------------- | ------------------------------------------ |
| المساحة (كم2)                                             | 622.98 ألف                  | 16                                         |
| عدد السكان (نسمة)                                         | 4.66 مليون                  | 37.47 ألف                                  |
| الكثافة السكانية (ن./كم²)                                 | 7.48                        | 234.19 ألف                                 |
| العاصمة                                                   | بانغي                       | فادوتس                                     |
| اللغة الرسمية                                             | لغة فرنسية، اللغة السانغوية | اللغة الألمانية                            |
| العملة                                                    | فرنك وسط أفريقي             | فرنك سويسري                                |
| الناتج المحلي الإجمالي (بليون دولار)                      | 1.95 مليار                  | 6.29 مليار                                 |
| الناتج المحلي الإجمالي (تعادل القوة الشرائية) بليون دولار | 3.03 مليار                  |                                            |
| الناتج المحلي الإجمالي الاسمي للفرد دولار أمريكي          | 323                         |                                            |
| الناتج المحلي الإجمالي للفرد دولار أمريكي                 | 594                         |                                            |
| مؤشر التنمية البشرية                                      | 0.350                       | 0.908                                      |
| رمز المكالمات الدولي                                      | +236                        | +423                                       |
| رمز الإنترنت                                              | .cf                         | .li                                        |
| المنطقة الزمنية                                           | ت ع م+01:00                 | توقيت وسط أوروبا، ت ع م+01:00، ت ع م+02:00 |

## منظمات دولية مشتركة
يشترك البلدان في عضوية مجموعة من المنظمات الدولية، منها:
| علم المنظمة | اسم المنظمة                   | تاريخ انضمام جمهورية أفريقيا الوسطى | تاريخ انضمام ليختنشتاين |
| ----------- | ----------------------------- | ----------------------------------- | ----------------------- |
|             | الاتحاد البريدي العالمي       | ?                                   | ?                       |
|             | الاتحاد الدولي للاتصالات      | 2 ديسمبر 1960                       | 25 يوليو 1963           |
|             | منظمة حظر الأسلحة الكيميائية  | ?                                   | ?                       |
|             | منظمة التجارة العالمية        | ?                                   | ?                       |
|             | منظمة الشرطة الجنائية الدولية | ?                                   | ?                       |
|             | الأمم المتحدة                 | 20 سبتمبر 1960                      | 18 سبتمبر 1990          |